# Lasius xerophilus
Lasius xerophilus är en myrart som beskrevs av Mackay 1994. Lasius xerophilus ingår i släktet Lasius och familjen myror. Inga underarter finns listade i Catalogue of Life.

## Bildgalleri

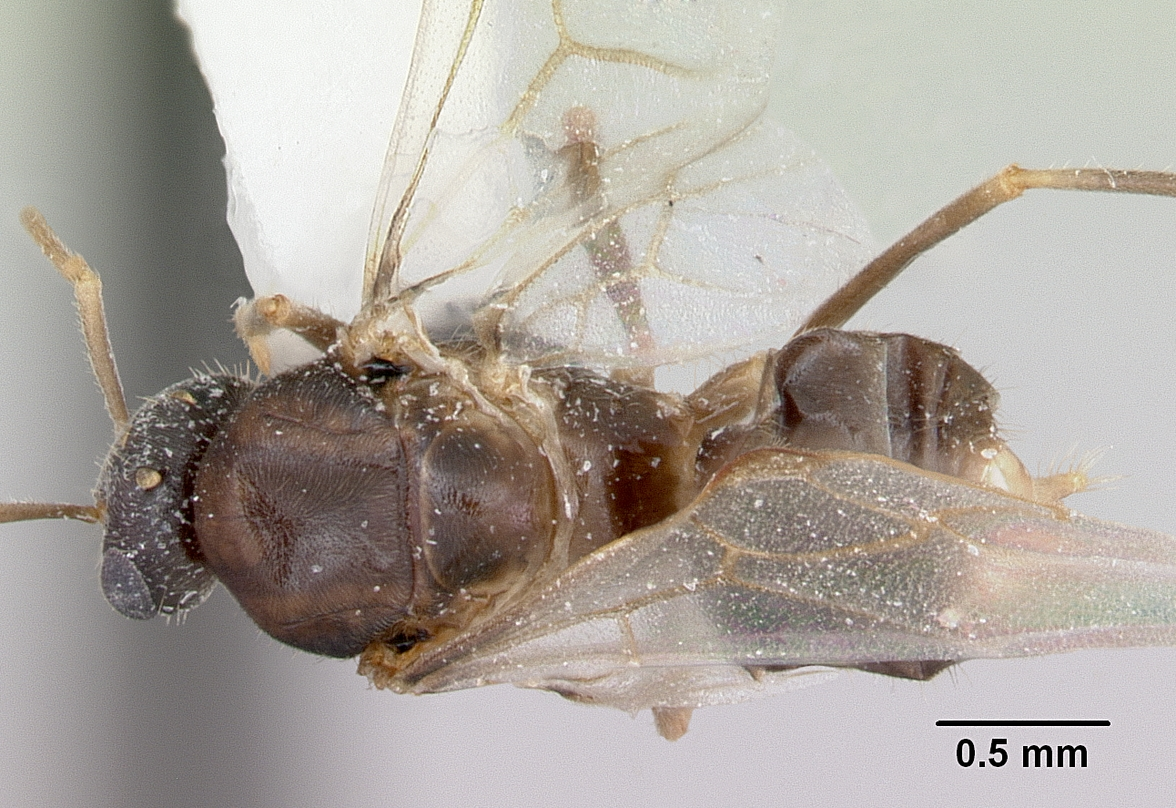
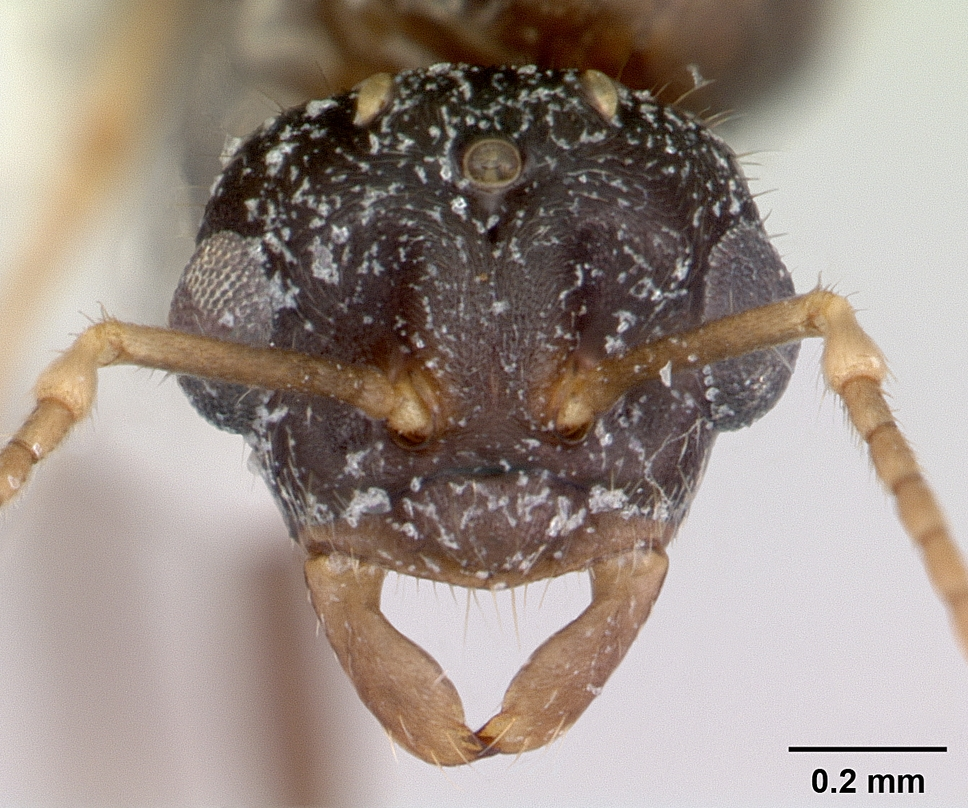
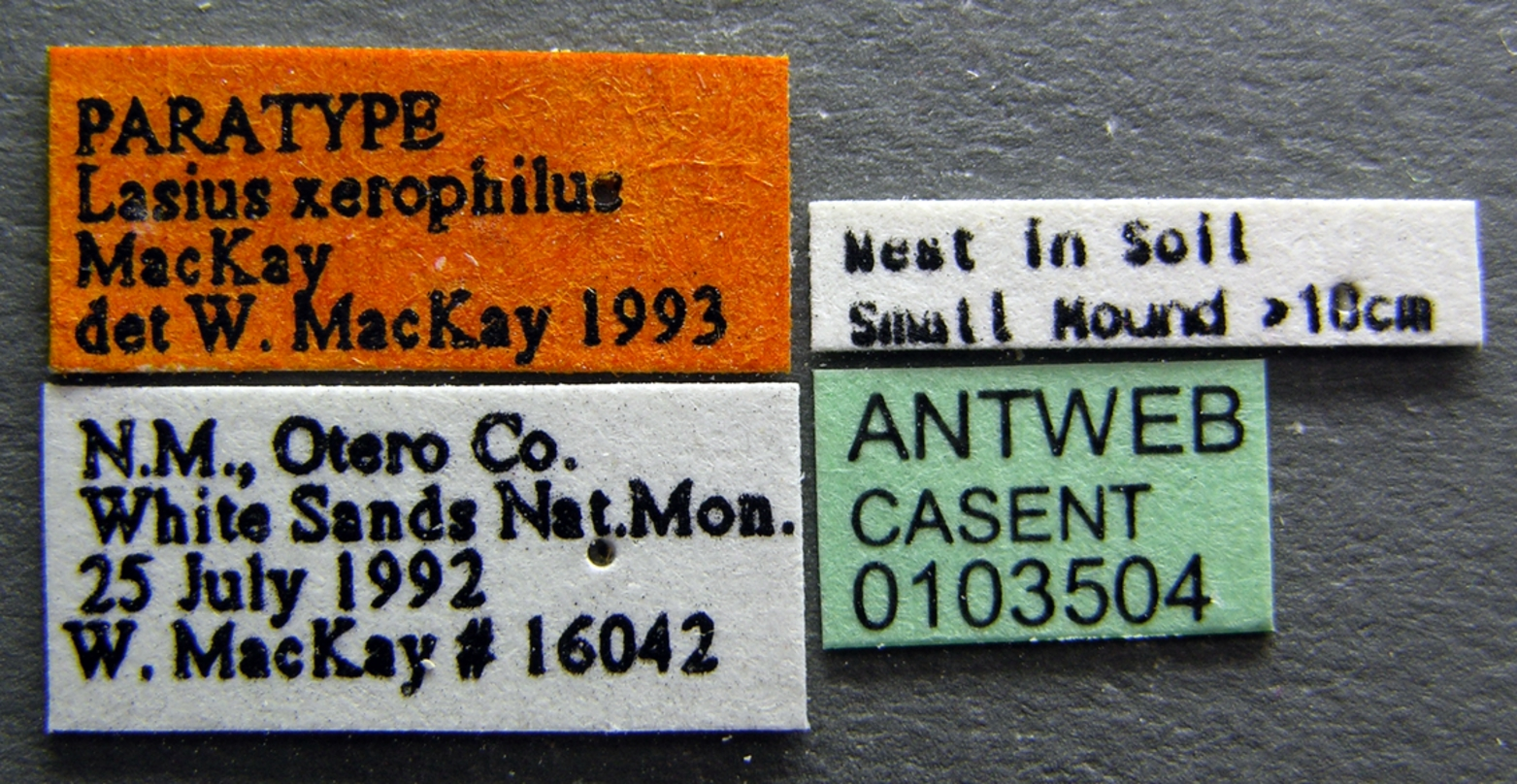
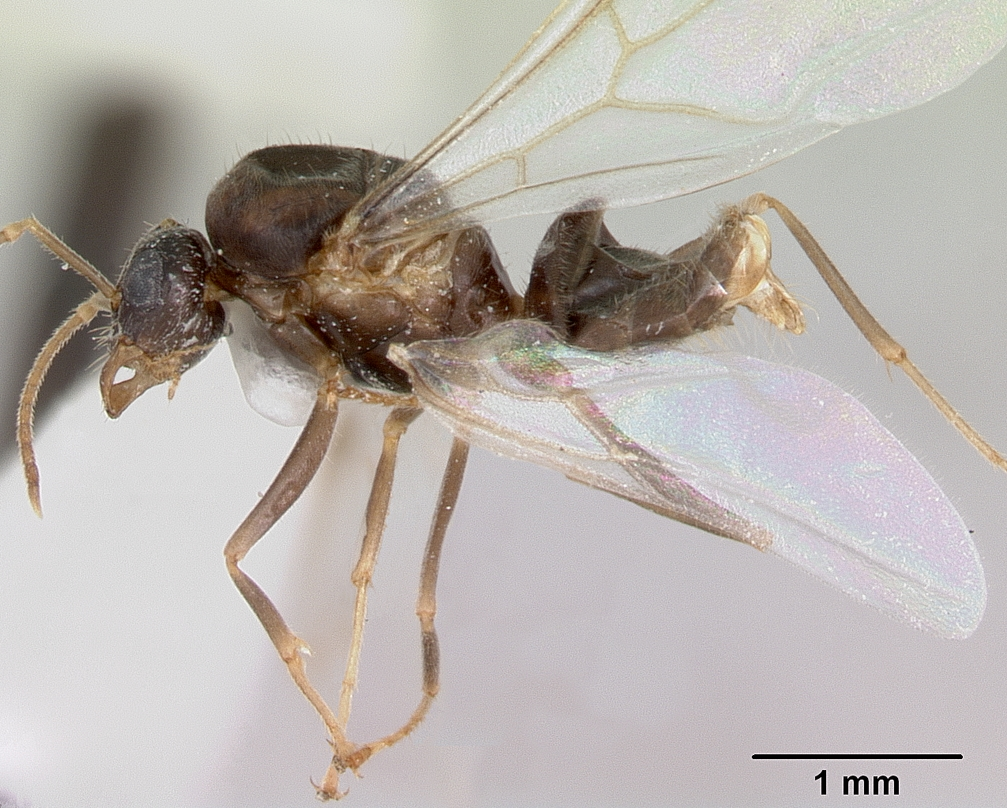
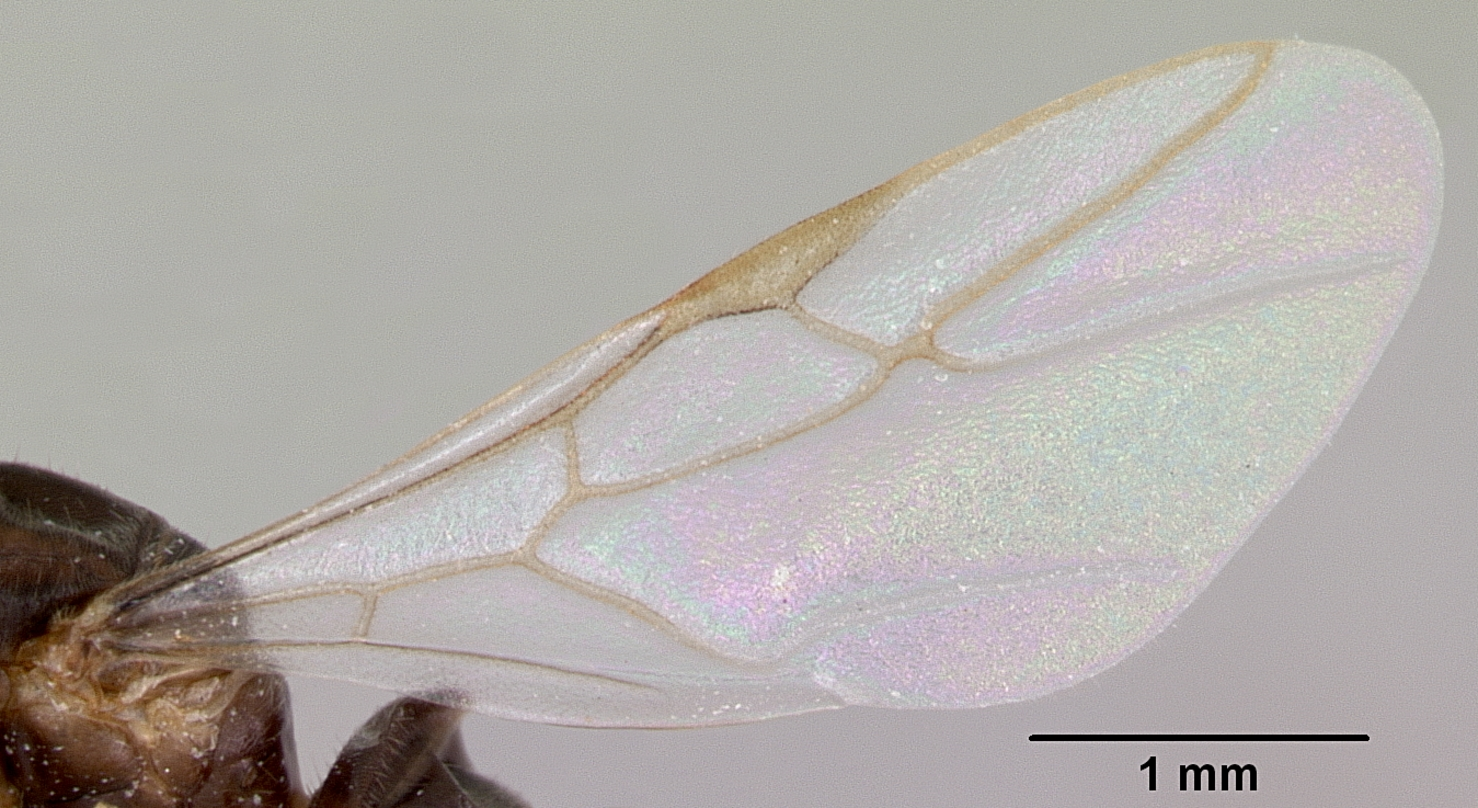
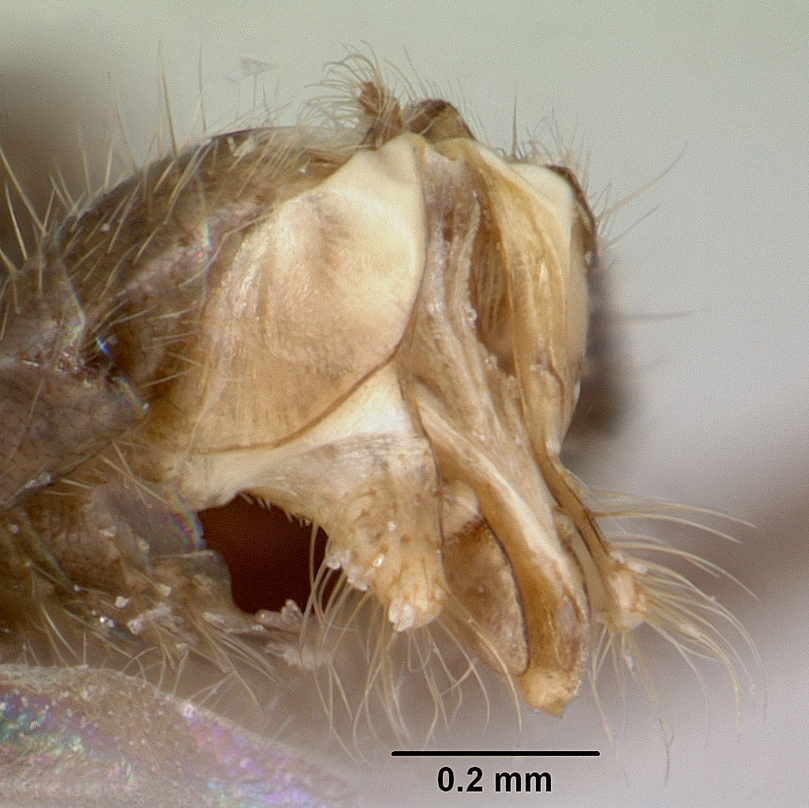